# Antistasis
Antistasis is een stijlfiguur waarbij met een bepaalde context wordt herhaald in een andere context.
Dit figuur wordt ook gebruikt voor de bewering dat er soms uitzonderingen zijn op (strikte) regels.
- Hij die zichzelf uitvindt, is groter dan hij die een machine uitvindt.[1]
- vrij naar Benjamin Franklin
- Als je jezelf niet meer verandert, ben je veranderd.
- Nood breekt wet.